# Khazaddum inerme
 (septembre 2021).
Genre
Espèce
Synonymes
- Daguerreia inermis Soares & Soares, 1947

Khazaddum inerme, unique représentant du genre Khazaddum, est une espèce d'opilions laniatores de la famille des Gonyleptidae.

## Distribution
Cette espèce est endémique du Brésil. Elle se rencontre dans les États du Paraná et de São Paulo.

## Description
La femelle holotype mesure 9,5 mm.

## Systématique et taxinomie
Cette espèce a été décrite sous le protonyme Daguerreia inermis par Soares et Soares en 1947. Elle est placée dans le genre Khazaddum par Carvalho, Kury et Hara en 2020.

## Publications originales
- Soares & Soares, 1947 : « Opiliões pertencentes à coleção Gert Hatschbach. » Papéis avulsos do Departamento de Zoologia, vol. 8, no 18, p. 209-230.
- Carvalho, Kury & Hara, 2020 : « Chapter 5. A Brazilian Daguerreia (Laniatores: Gonyleptidae). » WCO-Lite: online world catalogue of harvestmen (Arachnida, Opiliones). Version 1.0 — Checklist of all valid nomina in Opiliones with authors and dates of publication up to 2018, Rio de Janeiro, p. 41–43.